# Каштел-Старий
Каштел-Старий (хорв. Kaštel Stari) — населений пункт у Хорватії, у Сплітсько-Далматинській жупанії у складі міста Каштела.

## Населення
Населення за даними перепису 2011 року становило 7 052 осіб.
Динаміка чисельності населення поселення:

## Клімат
Середня річна температура становить 14,83 °C, середня максимальна – 28,92 °C, а середня мінімальна – 1,75 °C. Середня річна кількість опадів – 800 мм.
| Клімат поселення                              | Клімат поселення | Клімат поселення | Клімат поселення | Клімат поселення | Клімат поселення | Клімат поселення | Клімат поселення | Клімат поселення | Клімат поселення | Клімат поселення | Клімат поселення | Клімат поселення | Клімат поселення |
| Показник                                      | Січ.             | Лют.             | Бер.             | Квіт.            | Трав.            | Черв.            | Лип.             | Серп.            | Вер.             | Жовт.            | Лист.            | Груд.            |                  |
| Середній максимум, °C                         | 10,34            | 11,07            | 13,98            | 17,31            | 22,07            | 26,03            | 28,92            | 28,84            | 24,36            | 19,74            | 14,28            | 11,03            |                  |
| Середня температура, °C                       | 6,05             | 6,77             | 9,70             | 13,02            | 17,79            | 21,72            | 24,89            | 24,80            | 20,32            | 15,71            | 10,23            | 6,98             |                  |
| Середній мінімум, °C                          | 1,75             | 2,48             | 5,39             | 8,72             | 13,49            | 17,43            | 20,85            | 20,75            | 16,26            | 11,68            | 6,20             | 2,95             |                  |
| Норма опадів, мм                              | 70               | 60               | 68               | 69               | 56               | 51               | 33               | 47               | 71               | 86               | 102              | 87               |                  |
| Середньомісячна швидкість вітру, м/с          | 3.32             | 3.51             | 3.58             | 3.30             | 2.91             | 2.65             | 2.70             | 2.56             | 2.89             | 3.04             | 3.71             | 3.67             |                  |
| Середньомісячна сонячна радіація, кДж/м²·день | 5462             | 8195             | 11840            | 16411            | 20381            | 22990            | 24495            | 21633            | 16066            | 10392            | 5880             | 4637             |                  |
| --------------------------------------------- | ---------------- | ---------------- | ---------------- | ---------------- | ---------------- | ---------------- | ---------------- | ---------------- | ---------------- | ---------------- | ---------------- | ---------------- | ---------------- |
| Джерело:                                      |                  |                  |                  |                  |                  |                  |                  |                  |                  |                  |                  |                  |                  |